# Caracolita
La caracolita es un mineral de la clase de los minerales sulfatos con halógenos, y dentro de esta pertenece al llamado “grupo de la hedifana” y supergrupo del apatito. Fue descubierta en 1886 cerca de la mina "Beatriz" en Caracoles, en la región de Atacama (Chile), siendo nombrada así por esta localización.

## Características químicas
Es un sulfato de sodio y plomo, con aniones adicionales de cloruro, que cristaliza en el sistema monoclínico. Descompuesto en agua produce PbSO4.

## Formación y yacimientos
Es un mineral de rara aparición que se encuentra como secundario en la zona de oxidación de los depósitos de minerales del plomo ricos en cloro. Se ha encontrado en minas del distrito de Sierra Gorda (Chile) y en minas de Marl-Hüls (Alemania). En España aparece en la mina Ferruginosa, en Cabo de Palos, Cartagena (Murcia).
Suele estar asociada a otros minerales como: boleíta, pseudoboleíta, bindheimita, cotunnita, anglesita, galena, atacamita, osarizawaíta-beaverita o paratacamita.